# Hits
Hits is het eerste en enige verzamelalbum van de Canadese rockband Billy Talent. Het is uitgegeven op 4 november 2014 via Warner Music Canada. Het album bevat populaire singles van de laatste vier studioalbums van de band, en twee niet eerder uitgebrachte nummers, namelijk "Kingdom of Zod" en "Chasing the Sun".

## Nummers
1. "Try Honesty" (Billy Talent) - 4:13
2. "River Below" (Billy Talent) - 3:00
3. "Nothing to Lose" (Billy Talent) - 3:38
4. "Devil in a Midnight Mass" (Billy Talent II) - 2:52
5. "Red Flag" (Billy Talent II) - 3:16
6. "Fallen Leaves" (Billy Talent II) - 3:19
7. "Surrender" (Billy Talent II) - 4:06
8. "Devil on My Shoulder" (Billy Talent III) - 3:49
9. "Rusted from the Rain" (Billy Talent III) - 4:13
10. "Viking Death March" (Dead Silence) - 4:04
11. "Surprise Surprise" (Dead Silence) - 3:08
12. "Stand Up and Run" (Dead Silence) - 3:20
13. "Kingdom of Zod" (niet eerder uitgegeven) - 3:32
14. "Chasing the Sun" (niet eerder uitgegeven) - 2:42